# Puñal
Puñal é um município da República Dominicana pertencente à província de Santiago. Inclui, além da capital, dois distritos municipais: Guayabal e Canabacoa.
Sua população estimada em 2012 era de 69 303 habitantes.